# Szymon Wypych

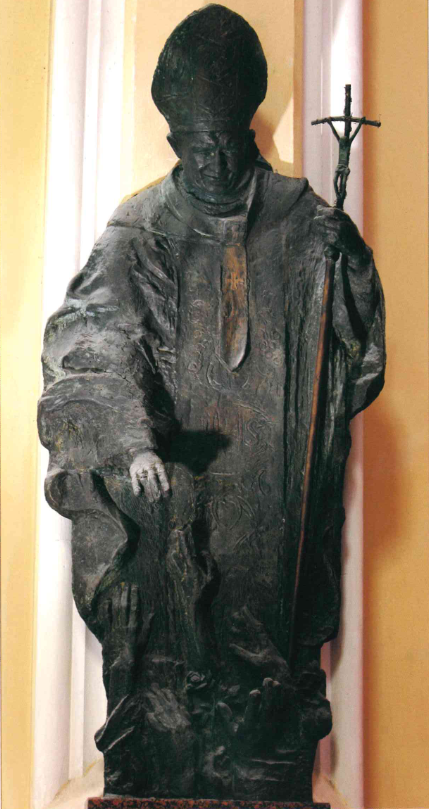
Pomnik Jana Pawła II, autorstwa Szymona Wypycha oraz Jerzego Kędziory. Znajduje się w bazylice archikatedralnej Świętej Rodziny w Częstochowie. Wys. 500 cm, brąz, granit

Szymon Wypych (ur. 1945, zm. 29 sierpnia 2008 w Częstochowie) – polski rzeźbiarz i medalier.

## Życiorys
Szymon Wypych urodził się w 1945 roku. Absolwent Państwowej Wyższej Szkoły Sztuk Plastycznych (PWSSP) w Gdańsku (obecnie Akademii Sztuk Pięknych w Gdańsku) z 1979 roku.
Jego prace znajdują się m.in. we wnętrzu częstochowskiej katedry, a także w zbiorach Galerii ZAR w Warszawie, Galerii Rzeźby Śląskiej w Chorzowie, Miejskiej Galerii Sztuki w Częstochowie, Muzeum Częstochowskiego, Muzeum Haliny Poświatowskiej w Częstochowie i Towarzystwa Przyjaciół Sztuk Pięknych w Krakowie. Jest autorem drogi krzyżowej na Przeprośnej Górce, posągu Jana Pawła II na placu przed wejściem do częstochowskiej katedry, popiersia dr. Władysława Biegańskiego na pl. Rady Europy, pomnika Ofiar Hitleryzmu w Kłobucku, rzeźb „Przyjaciółki” i „Kobieta” w częstochowskiej dzielnicy Tysiąclecie.
Od 1983 roku należał do Związku Artystów Rzeźbiarzy i Stowarzyszenia Środowisk Twórczych w Częstochowie, tego ostatniego był prezesem.
Zmarł 29 sierpnia 2008 roku, został pochowany na cmentarzu Kule w Częstochowie. W pogrzebie uczestniczyli przedstawiciele władz miejskich oraz młodzież z Zespołu Szkół Plastycznych im. Jacka Malczewskiego w Częstochowie.

## Nagrody i Wyróżnienia
- Gdańsk 1970 r. – I nagroda rektora PWSSP (Posąg M. Curie-Skłodowska)
- Racibórz 1978 r. – I nagroda i I wyróżnienie (W antrakcie, ptasie zaloty)
- Kraków 1979 r. – wyróżnienie (Projekt pomnika Stanisława Wyspiańskiego z Jerzym Kędziorą)
- Katowice 1982 r. – I nagroda ZPAP w dziedzinie rzeźby (Kochankowie z Werony)
- Częstochowa 1982 r. – wyróżnienie realizacyjne (pomnik Jana Pawła II w Bazylice archikatedralnej z J. Kędziora)
- Warszawa 1983 r. – I nagroda (chrystus w życiu człowieka- z J. Kędziora)
- Jaworzno 1987 r. – Wyróżnienie realizacyjne (gra na remis)
- Częstochowa 1988 r. – dwa zakupy do zbiorów muzeum w Częstochowie (Nauka chodzenia, Stańczyk)
- Częstochowa 1989 r. – nagroda dyrektora Wydziału Kultury i Sztuki Urzędu Wojewódzkiego
- Częstochowa 1997 r. – zakup 10 plakiet i medali do zbiorów Muzeum w Częstochowie
- Częstochowa 2000 r. – Nagroda Prezydenta Miasta Częstochowy oraz medal MGSz w dziedzinie sztuk plastycznych

Źródło: Szymon Wypych Ekspresja ciszy.